# Marko Nikolić (színművész)
Marko Nikolić, szerbül: Марко Николић (Kraljevo, 1946. október 20. – Belgrád, 2019. január 2.) szerb színész.

## Fontosabb filmjei
Mozifilmek
- Nemsokára világvége lesz (Biće skoro propast sveta) (1968)
- Rani radovi (1969)
- Uzsicei köztársaság (Užička republika) (1974)
- Lányok hídja (Devojacki most) (1976)
- Vér a síneken (Dvoboj za Juznu prugu) (1978)
- Petrija koszorúja (Petrijin venac) (1980)
- A kraljevói vonat Kraljevski voz) (1981)
- Gluvi barut (1990)
- Sejtan harcosa (Sejtanov ratnik) (2006)
- Montevideo, Bog te video! (2010)
- Parada (2010)

Tv-sorozatok
- Vuk Karadžić (1987–1988, nyolc epizódban)
- Bolji život (1987–1991, 82 epizódban)
- A kakasdombi zsaru (Policajac sa Petlovog Brda) (1994, egy epizódban)
- Kraj dinastije Obrenović (1995, kilenc epizódban)
- Pogrešan čovjek (2018, 15 epizódban)